# Yasmah-Addu
 (juillet 2015).
Si vous disposez d'ouvrages ou d'articles de référence ou si vous connaissez des sites web de qualité traitant du thème abordé ici, merci de compléter l'article en donnant les références utiles à sa vérifiabilité et en les liant à la section « Notes et références ».
Yasmah-Addu (aussi Yasmah-Adad) est le fils cadet du roi Samsî-Addu d'Ekallâtum, le fondateur du royaume de Haute-Mésopotamie. Il règne à Mari d'environ 1787 à 1775 av. J.-C. Son nom signifie "Addu entend" en amorrite. Son règne nous est bien connu grâce aux nombreuses lettres de sa correspondance retrouvées dans les archives du palais royal de Mari.

## Implantation à Mari
Son père s'étant emparé du royaume de Mari vers 1792, il décide après quelques années de confier le trône de cette cité à son fils cadet, tout en gardant la prééminence sur celui-ci ; il se fait ainsi appeler "Grand Roi", alors que son fils est simplement « Roi. » Il en va de même avec Ishme-Dagan, frère aîné de Yasmakh-Addu, placé sur le trône d'Ekallatum, d'où est originaire la dynastie, alors que Samsi-Addu règne depuis Tell Leilan (Shubat-Enlil). Mari est alors la capitale d'une sorte de province s'étendant sur le Moyen Euphrate, depuis Tuttul, puis Shubat-Shamash au nord, et le pays de Suhûm au sud.

## Une autonomie réduite
C'est alors essentiellement Samsi-Addu qui s'occupe des affaires politiques, Yasmah-Addu étant une personnalité plutôt faible. Le grand roi conclut ainsi une importante alliance avec son homologue de Qatna, royaume qui occupe une position stratégique. Il organise le mariage de Yasmah-Addu avec la fille de celui-ci, Dam-hurasi. Cette alliance entraîne des conflits contre Alep, ennemi traditionnel de Qatna. Mais Yasmah-Addu n'a pas le tempérament guerrier, et ne dirige jamais ses troupes, à l'inverse de son frère aîné. Ceci a tendance à susciter la colère de Samsi-Addu, d'autant plus que Yasmah-Addu mène une vie de délassement dans son palais, ce qui ne plaît guère à son père, plutôt austère, comme le montre le fait que certains de ses domestiques préfèrent aller à la cour de Mari, où la vie paraît plus plaisante.

## Fin de règne
Cette situation dure jusqu'à la mort de Samsi-Addu en 1775. Les anciens rois de Haute Mésopotamie qu'il avait chassés en profitent pour reprendre leurs anciens domaines, que Yasmah-Addu est incapable de défendre (à l'inverse d'Ishme-Dagan, qui résiste mieux). Il disparaît à ce moment, alors que Zimrî-Lîm monte sur le trône de Mari.